# روبرت بلاك (قاتل متسلسل)
روبرت بلاك (بالإنجليزية: Robert Black) هو قاتل متسلسل بريطاني، ولد في 21 أبريل 1947 في Grangemouth ‏ في المملكة المتحدة، وتوفي في 12 يناير 2016 في Maghaberry ‏ في المملكة المتحدة.